# Outstanding Structure Award
Der Outstanding Structure Award ist eine Auszeichnung, die von der International Association for Bridge and Structural Engineering (Internationale Vereinigung für Brücken- und Hochbau) für das bemerkenswerteste, innovativste, kreativste oder auf andere Weise Aufsehen erregende Bauwerk der letzten Jahre vergeben wird. Die seit 2000 in unregelmäßigen Abständen verliehene Auszeichnung geht sowohl an den Ingenieur als auch an den oder die Architekten, das ausführende Unternehmen und den Eigentümer; das Bauwerk wird mit einer Plakette gekennzeichnet.

## Preise
2021
- Terminal-Gebäude des Flughafens Peking-Daxing, China
- Rose Fitzgerald Kennedy Bridge, New Ross, Irland

2020
- Hongkong-Zhuhai-Macau-Brücke, China

2019
- Mersey Gateway Bridge, Runcorn, England

2018
- Yavuz-Sultan-Selim-Brücke, Istanbul, Türkei

2017
- Phoenix Centre, Peking, China

2016
- Shanghai Tower, Shanghai, China

2015
- Neue East Bay-Querung der San Francisco-Oakland Bay Bridge, USA

2014
- Taizhou-Brücke, Taizhou, China

2013
- London Olympic Velodrome, London, Großbritannien

2012
- Estadio Ciudad de La Plata, Tolosa, Argentinien

2011
- Burj Khalifa, Dubai, VAE

2010
- Nationales Schwimmzentrum Peking, Peking, China

2009
- Igreja da Santissima Trindade (Kirche der Allerheiligsten Dreifaltigkeit), Fátima, Portugal
- Dreiländerbrücke zwischen Weil am Rhein in Deutschland und Huningue in Frankreich

2008
- Opernhaus Kopenhagen, Dänemark
- Lupu-Brücke, Shanghai, VR China

2007
- Neues Dach der Commerzbank-Arena, Frankfurt am Main, Deutschland

2006
- Zentraler Omnibusbahnhof Hamburg, Deutschland
- Rio-Andirrio-Brücke (Rion-Andirion-Brücke, Harilaos-Trikoupis-Brücke) über den Golf von Korinth, Griechenland
- Viaduc de Millau bei Millau, Frankreich

2005
- Gateshead Millennium Bridge, zwischen Gateshead und Newcastle upon Tyne, Vereinigtes Königreich

2004
- Anbau an das Milwaukee Art Museum in Milwaukee, Wisconsin/USA
- Verlängerung der Start- und Landebahn des Flughafens Madeira, Portugal

2003
- Bibliotheca Alexandrina in Alexandria, Ägypten
- Pont du Bras de la Plaine, im französischen Übersee-Departement Réunion

2002
- Miho-Museum-Brücke, Japan
- Stade de France, Paris, Frankreich
- Öresundverbindung zwischen Dänemark und Schweden

2001
- Guggenheim-Museum Bilbao, Spanien
- Sunnibergbrücke bei Klosters, Schweiz

2000
- Glashalle des neuen Leipziger Messegeländes, Deutschland
- Hauptverwaltung und Labor der Keyence Corporation in Osaka, Japan